# Pig Latin
A Pig Latin egy módosítós angol nyelvi játék. Úgy képzünk egy Pig latin szót egy angol szóból, hogy a szó elején lévő mássalhangzókat egy kötőjellel és egy "ay" szavacskával a szó végére helyezzük át. (például: "banana"-ból lesz egy anana-bay). A módosítás célja kettős, hogy összezavarjuk az értelmezést és hogy jelezzük a szándékozott fogadónknak, hogy értelmezze Pig Latin-ban a mondanivalónkat . A latinra való hivatkozás eléggé helytelen, mivel ez csak egy egyszerű zsargon, és csak angol értelmezésben használják, mint egy különös és külföldiül használt nyelvet. Annyi köze azért lehet a latinhoz, hogy itt is hasonlóképpen alakítják át a szavakat.

## Eredet
A Pig Latin eredete ismeretlen. A legkorábbi említése a Putnam Magazinban volt 1869 májusában: "Volt rengeteg munícióm tartalékban, mondta semmit mondva, Tom, a mi Pig Latinunk. "Hoggibus, piggibus et shotam damnabile grunto" és mindenféle ilyen dolgot. Az Atlantic szintén tett egy utalást rá: "Mindannyian egy fura zsargonnal beszéltek, amit ők találtak ki. Valami olyasmi volt, mint a jól ismert Pig Latin, amit a gyerekekkel szoktak játszani". Thomas Jefferson is Pig Latinban írta a leveleit a barátaihoz, sőt még a nemi életét is így jegyezte fel a naplójába. (lásd Hailman és Lewis a hivatkozásokban lentebb).

## Használat
A Pig Latin-t többnyire a gyerekek használják időtöltésként vagy hogy megvédjék a titkaikat a felnőttektől vagy más gyerekektől. Néhány Pig Latin szó mint például az ixnay(nix), amscray(scram), és az upidstay (stupid), már az angol szleng része.[forrás?]

## Szabályok és variációk
A szokásos átalakítási szabályok angolról Pig Latinra a következők:
1. A mássalhangzóval kezdődő szavaknál, a kezdő mássalhangzót vagy mássalhangzó csoportot a szó végére helyezzük és egy "ay" szótagot teszünk hozzá a szóhoz, mint a következő példákban:
  - beast → east-bay
  - dough → ough-day
  - happy → appy-hay
  - question → estion-quay
  - star → ar-stay
  - three → ee-thray
2. magánhangzóval vagy néma mássalhangzóval kezdődő szavaknál, az "ay" szótagot csak simán hozzábiggyesztjük a szó végéhez. Néhány nyelvjárásban, a kiejtés elősegítése érdekében egy extra mássalhangzót is tehetünk a rag elejére. Például, eagle lehet eagle'yay, eagle'way, vagy eagle'hay.[forrás?]

Átírási variációk. Egy kötőjelet vagy aposztrófot szoktak néha használni, hogy megkönnyítsék a visszafordítást angolra. Ayspray például félreérthető, de az ay-spray "spray"-t jelent, míg az ays-pray "prays"-t jelent.

## Más nyelveken
A Berni német nyelvben, a Pig Latin egy változatát Mattenenglisch hívják, és a Matte-ban használják, a hagyományos munkásosztálybeli környéken. Noha a 20. század közepe óta nemigen használják, még mindig eléggé ápolják önkéntes egyesületekben. A Mattenenglisch Pig Latin jellemzője az első magánhangzó cseréje "i"-re, a kezdő mássalhangzók átrakása a szó végére és egy "ee" hozzácsatolása a szóhoz.
A svéd Pig Latin az az Allspråket, amit hasonló vagy ugyanolyan szabályok szerint használnak, de a rag itt az "-all". Továbbá, a svéd nyelvi játék a Fikonspråket ("csipisz nyelv") hasonló a Pig Latinhoz. Fikonspråketban, a beszélők szétszednek minden szót az első magánhangzó után, a két szót felcserélik, ezután pedig egy "fi"-t beraknak az első rész elé és egy "kon"-t a második rész után. A "kallingar" (alsónadrág) így át tudjuk alakítani "fillinger kakon"-ra. A "fimp" szó, ami cigarettacsikket jelent, a Fikonspråket-ből ered ("stump"="fimp stukon").
Franciaországban is van egy loucherbem (vagy louchébem) elnevezésű kódolt nyelv, ami feltehetően a hentesektől (franciául boucher) ered. [forrás?] A loucherbem-ben, az első mássalhangzókat átteszik a szó végére (mint a Pig Latin-ban) és a helyére egy "l"-t tesznek, aztán pedig a ragot a szó végére(-oche, -em, -oque a szótól függően). például fou(őrült)=loufoque.

## Külső hivatkozások
- English to Pig Latin translator
- Pig Latin to English translator
- "Pig Latin to English translator" Archiválva 2009. február 8-i dátummal a Wayback Machine-ben
- Google in Pig Latin